# Oroscopa diascia
Oroscopa diascia là một loài bướm đêm trong họ Erebidae.